# 覇道明王
『覇道明王』（はどうみょうおう）は、陰陽座の14枚目のオリジナルアルバム。2018年6月6日にキングレコードから発売される。

## 概要
前作『迦陵頻伽』から約1年半ぶりのリリースとなる。
タイトルの意味は瞬火曰く「自分たちのバンドが邪道で覇道なバンドとして見られていることを自覚しつつ、その覇道を一歩一歩進みながら、差し障りのあるものが現れたらそれを倒して取り除きまた一歩一歩進む」という有様を明王になぞらえて表現したもの。
瞬火が全楽曲の作詞・作曲を担当。
サポートには前作に引き続き、ドラムス／パーカッションに土橋誠、ピアノ／オルガンに阿部雅宏を招いている。

## 収録曲
1. 覇王（はおう）[6:02]
2. 覇邪の封印（はじゃのふういん）[5:21]
3. 以津真天（いつまで）[4:08]
4. 桜花忍法帖（覇道MIX）（おうかにんぽうちょう）[4:28]
5. 隷（しもべ）[6:39]
6. 腐蝕の王（ふしょくのおう）[4:08]
7. 一本蹈鞴（いっぽんだたら）[6:05]
8. 飯綱落とし（いづなおとし）[5:15]
9. 鉄鼠の黶（てっそのあざ）[6:50]
10. 無礼講（ぶれいこう）[4:37]